# 西安城南客运站

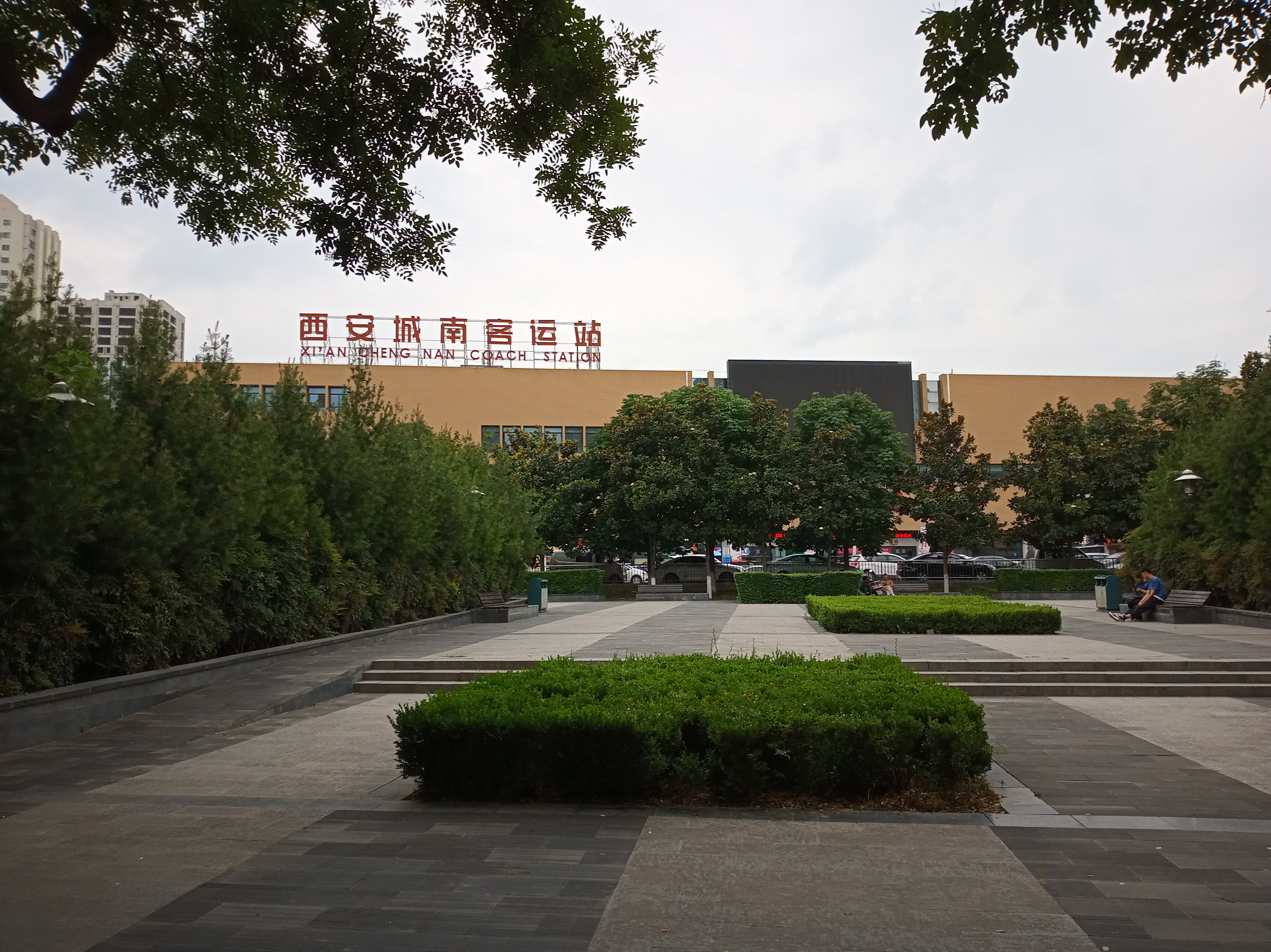
城南客运站景

西安城南客运站是位于西安市南郊朱雀大街南段的汽车客运站。西安城南客运站于1999年建成，2000年元月正式营业。新站于2012年8月30日投入使用，位于朱雀大街与西安南绕城高速交汇处，占地约187亩。
城南客运站的省际班线辐射四川、湖北、湖南等省；省内班线覆盖汉中各县及安康、洛南部分地区；市内班线主要有户县、焦岱、汤峪、翠华山、太乙宮等。

## 城南客运站新站
西安城南客运站新站属于陕西省省综合枢纽示范工程。建筑包括售票大厅、西侧的长途车次候车室，以及东侧的中短途车次候车室，同时设置母婴候车室，位于候车大厅西厅东南角；行李寄存采用自动存包柜，使用人脸识别系统；同时开通网上售票与自动售票机、自动闸机验票系统，更加方便旅客购票、乘车。新站在主体大楼下建设有1000平方米大小的地下车库，可容纳200多辆车。

## 交通
西安城南客运站有多趟公交线路经过或始发，包括46路、203路、908路、408路、219路、210路及401路等。